# Московский лингвистический кружок
Моско́вский лингвисти́ческий кружо́к (МЛК) — объединение российских филологов, действовавшее в 1915—1924 годах. Часто рассматривается как московское крыло формальной школы. Активные участники кружка занимались не только теоретическими штудиями, но и решением практических языковых задач. Они сыграли важную роль в обновлении школьной программы по русскому языку, реализации орфографической реформы и разработке систем письма для народов, ранее не имевших своей письменности. Кроме того, они вели активную работу по повышению культуры речи.
Через таких своих участников, как Якобсон и  Трубецкой, Московский кружок послужил предтечей Пражского лингвистического кружка, а его идеи способствовали созданию подобных объединений и в других странах.

## История
Кружок возник как объединение студентов историко-филологического факультета Московского университета при Московской диалектологической комиссии; патроном кружка предполагался академик Ф. Е. Корш, умерший, однако, до начала его работы. В скором времени состав кружка пополнили такие выдающиеся учёные, как С. И. Бернштейн, С. П. Бобров, С. М. Бонди, О. М. Брик, Н. И. Жинкин, В. М. Жирмунский, С. О. Карцевский, М. М. Кенигсберг, А. М. Пешковский, Е. Д. Поливанов, Б. В. Томашевский, Ю. Н. Тынянов, В. Б. Шкловский, Г. Г. Шпет, Б. И. Ярхо, Н. С. Трубецкой. Посещали кружок и фольклористы (Ю. М. Соколов, П. Г. Богатырёв), и поэты (В. В. Маяковский, впервые читавший здесь поэму «150 000 000», Б. Л. Пастернак, О. Э. Мандельштам, Н. Н. Асеев). Председателями кружка были Роман Якобсон (1915—1919), Михаил Петерсон (январь — сентябрь 1920), Алексей Буслаев (1920—1922), Григорий Винокур (1922—1923) и Николай Яковлев (1923—1924).
С 1919 года интересы МЛК переходят в сферу поэтики и теории поэтической речи. В 1920 году кружок насчитывал 34 действительных члена и 3 почётных (профессора Н. Н. Дурново, В. К. Поржезинский и Д. Н. Ушаков). В последующие годы число действительных членов выросло до 51 (в их число входили Д. Д. Благой, Ф. М. Вермель, Б. В. Горнунг, С. Я. Мазэ, А. И. Ромм, Б. В. Шергин, Вл. Б. Шкловский, Р. О. Шор), а также появились 12 членов-соревнователей (сотрудников), в том числе Н. В. Вахмистрова-Реформатская, Д. Е. Михальчи, А. А. Реформатский, А. И. Смирницкий, А. М. Сухотин, Е. Б. Тагер.
Работа кружка определялась как лабораторная. В 1915—1918 годах преобладали занятия диалектологией, фольклором, этнографией; в 1919—1922 годах интересы перемещаются в область поэтики, стиховедения и теории поэтической речи. Требование строгого формального анализа художественных произведений способствовало сближения кружка с ОПОЯЗом. Несмотря на принятие кружком терминологии и методологии ОПОЯЗа (а также издательской марки), между обеими группами имелись различия как теоретического, так и проблемного характера: кружок в большей степени рассматривал художественную форму не как нечто самоценное, а как явление лингвистически и социально  обусловленное, функционально организованное («поэтическое языкознание», «поэтическая диалектология», «язык в его поэтической функции»). 
С 1922 года происходит переориентация кружка, с одной стороны на сугубо лингвистическое изучение бесписьменных языков Северного Кавказа (Н. Ф. Яковлев, Л. И. Жирков), с другой — на ЛЕФ (Г. О. Винокур), с третьей — на ГАХН (Г. Г. Шпет, Б. В. Горнунг), в результате чего около 1925 года деятельность кружка прекращается. Из-за сложностей при публикации многое созданное в кружке осталось только в архивах, а основным путём распространения идей кружка было устное повествование.

## Региональные экспедиции
Важную роль в деятельности кружка сыграли экспедиции его членов (Ф. Н. Афремова, П. Г. Богатырёва, Г. Г. Дингеса, Б. В. Шергина, Н. Ф. Яковлева) по сбору диалектных материалов и конспектированию фольклорных текстов. Неизменную поддержку такой деятельности оказывала Московская диалектологическая комиссия. 
Полевые исследования, которые участники кружка проводили в различных регионах, носили комплексный характер. Они одновременно фиксировали особенности местных говоров, записывали произведения устного народного творчества и вели этнографические наблюдения. Собранные материалы, помимо прочего, помогли уточнить классификацию русских диалектов и их географическое распространение. Особенно значимой стала экспедиция начала 1920-х годов под руководством Яковлева, Жиркова и Шиллинга, изучавшая языки и этнический состав народов Северного Кавказа. Результаты этой работы легли в основу трудов Яковлева по описанию кавказских языков и созданию для многих северокавказских народов алфавитов и письменных норм. 
Другим крупным проектом, разработка которого началась в 1918 году, стал план создания диалектологического атласа русского языка. Этот проект, подготовленный кружком, был включен в программу деятельности Диалектологической комиссии, и участники приступили к его реализации, но работа не была доведена до конца.